# Grupo Playcenter
Grupo Playcenter é uma empresa brasileira especializada em parques de diversão.

## Histórico
Em 27 de julho de 1973, a empresa abriu o primeiro grande parque de São Paulo, inspirado nos parques das grandes cidades dos Estados Unidos e da Europa.Localizava-se em uma área de 85 mil m² e recebia anualmente em torno de 1,6 milhão de pessoas. O parque, instalado na Marginal Tietê, encerrou suas atividades em 29 de julho de 2012.
Posteriormente, o grupo expandiu seus negócios com a criação dos parques Playland, em 1981, e o Playcenter Pernambuco, em 1994.Dois anos depois, iniciou a construção do Playcenter Great Adventure (atual Hopi Hari).
Em 4 de janeiro de 2018, foi inaugurado o primeiro parque Playcenter Family, no Shopping Aricanduva, em São Paulo.
Em 20 de fevereiro de 2024, a Cacau Show anunciou a aquisição do grupo, sem divulgar o valor da operação, que foi aprovada pelo Conselho Administrativo de Defesa Econômica (CADE) em abril do mesmo ano.Recentemente, a Cacau Show operou um parque de diversões temático em Barueri,inaugurou uma montanha-russa dentro da fábrica de Itapevi,e já havia demonstrado interesse em entrar no mercado de parques de diversão, inclusive tentando adquirir a rede Beto Carrero World e Hopi Hari,além da suposta construção de um parque na Rodovia Castelo Branco em Itu, no interior de São Paulo,por cerca de 2 bilhões de reaise a especulação da construção de um parque no terreno da antiga fábrica da Chocolates Pan.
De acordo com Alê Costa, fundador e CEO da Cacau Show, o empreendimento deve ficar a uma distância de até uma hora da capital paulista.Os parques Playland e Playcenter Family ganharão elementos que remetam à marca de chocolates, além da parte gastronômica, com comidas e bebidas da empresa.
Em 24 de abril de 2024, o Grupo Playcenter anunciou a construção da segunda unidade do Playcenter Family, no Grand Plaza Shopping em Santo André. A nova unidade foi inaugurada em 25 de junho do mesmo ano, após a confirmação da compra da marca pela Cacau Show, recebendo já uma leve tematização que remete ao chocolate, e foi instalada numa área de 3000 metros quadrados.
No final do mesmo ano, a Cacau Show lançou o projeto Cacau Park, que será construído entre Itu e Sorocaba, ocupando 7 milhões de metros quadrados. A construção do novo parque envolverá 2.800 trabalhadores, com três mil funcionários diretos e seis mil indiretos.